# 藤井靖大
藤井 靖大（ふじい やすひろ、1974年4月8日 - ）は、日本の放送作家である。日本脚本家連盟所属。
慶應義塾大学総合政策学部卒業。大学在学中、素人が出演するものまね番組発表!日本ものまね大賞に出演。
有名人の声まね歌まねが主流だった当時、ＣＭやゲーム音楽などの音まねを披露。斬新な発想が番組スタッフの目にとまり「作家にならないか？」と誘われる。そして、大学を卒業後に放送作家の道へ。
放送作家業の傍ら、2015年、池尻に外国人スタッフが常駐し知育玩具を通じ子供達が英語に触れられる知育カフェ Atama-Terrace（アタマテラス）をオープン。親がカフェで寛ぎ、子供は外国人と遊びながら英語とふれあう事ができる新しいカフェスタイルは話題となった。

## 人物・および略歴
- 1995年にフジテレビで放送された第28回発表!日本ものまね大賞に出演。

　（以下の項目はその番組内で本人から語られたもの）
- 静岡県富士市出身。

- 水泳でジュニアオリンピックで２度の優勝。静岡県代表として国民体育大会に出場、2度の優勝経験を持つ。

## 関連作品

### 担当番組
- 爆笑そっくりものまね紅白歌合戦スペシャル（フジテレビ）
- 爆買い☆スター恩返し（フジテレビ）
- おしゃれクリップ（日本テレビ）
- ヒルナンデス!（日本テレビ）
- 世界の果てまでイッテQ!（日本テレビ）
- 世界まる見え!テレビ特捜部（日本テレビ）
- うたコン（ＮＨＫ）
- 紅白歌合戦（ＮＨＫ）
- ライブ・エール（ＮＨＫ）
- 『ぷっ』すま（テレビ朝日）
- ナカイの窓（日本テレビ）
- 演歌の乱（TBS）
- TVチャンピオン（テレビ東京）
- 1億人の大質問!?笑ってコラえて!（日本テレビ）
- スクール革命!（日本テレビ）
- のどじまんTHEワールド!（日本テレビ）
- お笑い芸人歌がうまい王座決定戦スペシャル（フジテレビ）
- 全日本歌唱力選手権 歌唱王（日本テレビ）

など

## 参考資料
- 日刊スポーツ1992年8月20日（静岡版）
- スイミングマガジン